# Opsaridium boweni
Opsaridium boweni är en fiskart som först beskrevs av Fowler, 1930.  Opsaridium boweni ingår i släktet Opsaridium och familjen karpfiskar. IUCN kategoriserar arten globalt som otillräckligt studerad. Inga underarter finns listade i Catalogue of Life.